# Büchenbach
Büchenbach è un comune tedesco di 5 167 abitanti, situato nel land della Baviera.

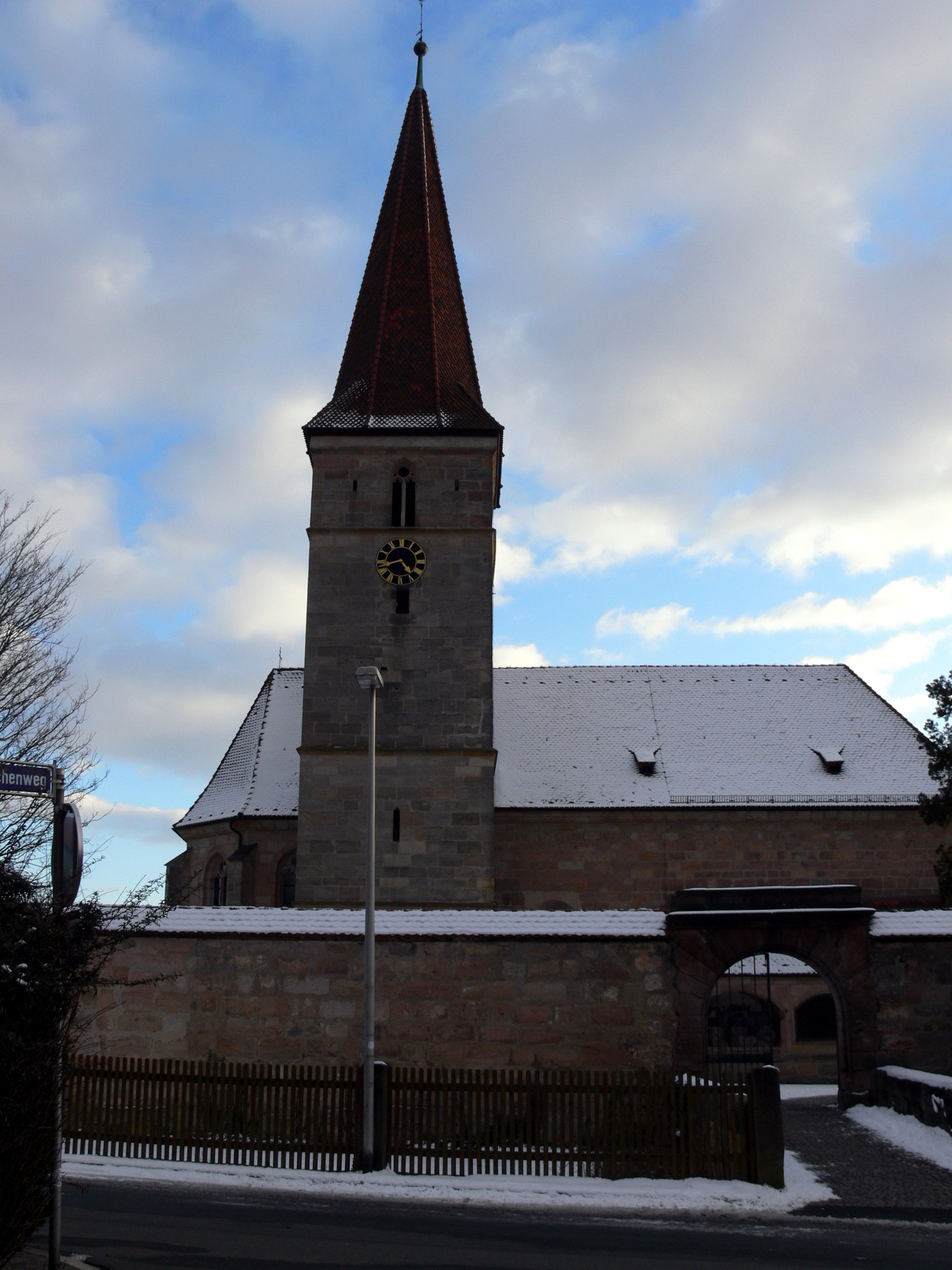
Chiesa di St.Sixtus